# Erik Eriksson (Schwimmer)
Erik Frans Oscar Eriksson (* 28. Mai 1879 in Stockholm; † 24. August 1940 in New York City, Vereinigte Staaten) war ein schwedischer Schwimmer.

## Karriere
Eriksson nahm 1900 an den Olympischen Spielen in Paris teil. Im Wettbewerb über 200 m Freistil scheiterte er im Vorlauf. In den Disziplinen über 200 m Rücken und 1000 m Freistil erreichte er den achten bzw. neunten Rang.
Zusätzlich zu internationalen Wettbewerben nahm der Schwede auch an nationalen Wettkämpfen teil. So gewann der Schwede zwischen 1900 und 1902 insgesamt sieben nationale Meisterschaften über 100 m, 1000 m und 1 Meile Freistil.